# Awet Aman
Pour les articles homonymes, voir Aman.
Awet Aman, né le 24 mars 2003, est un coureur cycliste érythréen.

## Biographie
En 2023, il crée la surprise en remportant le championnat d'Érythrée sur route, devant les principaux favoris. La même année, il participe à quelques compétitions amateurs en France avec le CC Plancoët. Il intègre également l'équipe du Centre mondial du cyclisme.

## Palmarès
- 2023
  -  Champion d'Érythrée sur route
  -  Champion d'Érythrée sur route espoirs
- 2024
  - 2e de la Race to Remember
- 2025
  - 3e du Circuit An Alléguen